# Majorité sexuelle en Asie

La carte ci-contre indique les différents pays dont la loi impose un âge pour la majorité sexuelle.
Les lois des différents pays encadrent le type d'activité sexuelle (vaginale, sodomie, fellation) ainsi que le sexe des participants. L'âge à partir duquel une personne peut avoir des relations sexuelles sans être en infraction avec la loi apparaît en gras dans le texte. Cet âge est valable pour les deux sexes. D'autres variables comme l'homosexualité et/ou la sodomie, lorsqu'elles sont illégales, sont signalées si elles sont importantes. Lorsqu'il existe un/des cas particulier(s) propre(s) aux pays, il est/sont indiqué(s).
Les différentes lois ci-dessous sont à jour au 12 avril 2009. Certains pays n'ont pas légiféré sur l'âge de consentement ou n'ont pas voulu faire connaître leur position.

## Législation par pays

### Arabie saoudite
Toute forme de relation sexuelle hors mariage est prohibée par la loi en Arabie saoudite mais il n'existe aucune restriction concernant l'âge de se marier. La Cour saoudienne a, par exemple, en 2008, refusé d'annuler un mariage entre un homme de 58 ans et une enfant de 8, . À la suite de cette affaire, une interdiction de mariage avant l'âge de 14 ans a été envisagée par le Ministère de la Justice vers la fin de l'année 2008. D'après le religieux Ahmad Al-Mu’bi, l'âge minimum pour avoir des rapports sexuels «varie en fonction des traditions et de l'entourage ».

### Bangladesh
La majorité sexuelle est fixée à 16 ans au Bangladesh .

### Chine
L'âge de la majorité sexuelle est fixée à 14 ans en Chine sans tenir compte du sexe ou/et de l'orientation sexuelle de l'individu[réf. souhaitée].  
Les rapports sexuels avec une partenaire, mineure de 13 ans et consentante, n'est pas répréhensible aux yeux de la loi lorsque le garçon est âgé de 17 ans au plus. En fait, les rencontres à caractère sexuel avec de jeunes adolescentes sont de plus en plus fréquentes, particulièrement dans les grandes villes. Le corollaire en est la survenue de grossesses à des âges précoces. Les parents ne pouvant se marier, ces grossesses aboutissent, le plus souvent à un avortement. Les rapports sexuels avant le mariage étant culturellement mal acceptés, les jeunes sont mal informés sur les précautions à prendre concernant la sécurité et la santé[réf. nécessaire].

### Corée du Sud
En Corée du Sud, la majorité sexuelle est de 16 ans, sans discrimination au sexe ou à l’orientation sexuelle, mais les relations entre mineurs et adultes sont interdites.

### Hong Kong
L'âge légal de la majorité sexuelle à Hong Kong est de 16 ans. Il est indépendant du sexe et/ou de l'orientation sexuelle des protagonistes (Crimes Ord., Cap 200 and a Court Order in 2005).

### Inde
En Inde, la majorité sexuelle est acquise dès l'âge de 18 ans, de même que pour se marier.
La Haute Cour de Kerala a recommandé avec succès de porter l'âge de la majorité sexuelle à 18 ans. La Commission des Lois Indienne a recommandé au gouvernement fédéral de porter l'âge de la majorité sexuelle pour les femmes mariées à 16 ans au lieu de 15. À ce jour, aucune de ces propositions n'a été prise en considération par la législation des différents États

L'Immoral Trafficking Prevention Act (Acte Préventif de Trafic Immoral) a fixé la majorité sexuelle à 18 ans dans le cas de prostitution. Le racolage de clients  est illégal. Le gouvernement fédéral débat actuellement d'un amendement permettant de légaliser le racolage mais hésite à élargir la définition d'« exploitation sexuelle » qui permettrait de poursuivre en justice les clients de la plupart des prostituées. Ces dernières, les associations de lutte contre le SIDA de mēme que certains membres du gouvernement s'opposeraient, à ce qu'on dit, à cet amendement alors que plusieurs membres d'associations dénonçant le trafic lié à la prostitution lui seraient favorables.

### Indonésie
En Indonésie, l'âge de la majorité pour les rapports sexuels est de 19 ans pour les garçons et de 16 ans pour les filles.

### Israël
D'après la loi israélienne de 1977, l'âge de la majorité sexuelle est fixée à 16 ans quel que soit le sexe auquel appartient la personne et sans qu'il y ait de restriction sur le type de rapport sexuel. Les relations sexuelles sont autorisées à la condition que le garçon soit tout au plus de 3 ans l'aîné de la fille et que les deux partenaires soient consentants.

### Japon
Indépendamment du sexe de la personne et de son orientation sexuelle, l'âge de la majorité sexuelle au Japon a été fixé à 16 ans (Articles 176 et 177 du Code Pénal Japonais).

### Kazakhstan
Au Kazakhstan, l'âge de la majorité sexuelle est de 16 ans et ne tient pas compte du sexe ou de l'orientation sexuelle de la personne.

### Malaisie
En Malaisie, l'âge de la majorité sexuelle est de 16 ans  pour les garçons comme pour les filles

### Mongolie
L'âge de la majorité sexuelle a été fixée à 17 ans en Mongolie quel que soit le sexe et/ou l'orientation sexuelle des partenaires.

### Ouzbékistan
L'âge de la majorité sexuelle est de 16 ans en Ouzbékistan pour les garçons hétérosexuels (fellations pour les garçons homosexuels) ainsi que pour les filles quelle que soit leur orientation. Seule la sodomie de garçons homosexuels est réprimée par un emprisonnement, appelé Besoqolbozlik, qui peut atteindre 3 ans[réf. nécessaire].

### Philippines
Aux Philippines, l'âge de la majorité sexuelle est de 16 ans aux Philippines que ce soit pour les garçons comme pour les filles.

### Russie
Voir Majorité sexuelle sur le continent européen#Russie

### Singapour
L'âge de la majorité sexuelle est de 16 ans à Singapour pour les hommes hétérosexuels et les femmes quelle que soit leur orientation (article 377A (outrage à la décence) du Code Pénal). Toute relation sexuelle entre hommes (que ce soit la masturbation mutuelle, la fellation ou/et la sodomie) est illégale et expose a un emprisonnement pouvant aller jusqu'à deux ans.

### Tadjikistan
L'âge de la majorité sexuelle est de 18 ans au Tadjikistan indépendamment du sexe et/ou de l'orientation sexuelle des partenaires.

### Taïwan
L'âge de la majorité sexuelle est de 16 ans à Taïwan sans préjuger du sexe et/ou de l'orientation sexuelle des partenaires.

### Thaïlande
L'âge de la majorité sexuelle, spécifié par l'article 279 du Code Criminel Thaïlandais, est de 15 ans en Thaïlande (avec la réserve ci après). Bien qu'une erreur d'interprétation répandue l'attribue exclusivement aux femmes[réf. nécessaire], la législation actuelle s'applique à tous les Thaïlandais indépendamment de leur sexe et/ou de leurs orientations sexuelles.
Quoi qu'il en soit, des articles de la Prevention and Suppression of Prostitution Act interdisant tout contact d'ordre sexuel avec des prostitué(e)s avant l'âge de 18 ans sont diversement interprétés par certaines autorités locales pour couvrir des actes sexuels classés comme « obscénité pour une satisfaction personnelle ». Le fait d'avoir des rapports sexuels avec un adolescent âgé de moins de 18 ans est considéré comme une infraction au « (en) Penal Code Amendment Act de 1997 alinéa 283bis »(Archive.org • Wikiwix • Archive.is • Google • Que faire ?) quand bien même la personne a donné son accord. Les parents ou l'enfant peuvent se retourner contre la partie adverse si lui ou elle regrette son action. Il découle de ces considérations que l'âge de majorité sexuelle des thaïlandais se situe à 18 ans.
Un exemple d'application de la loi est la plainte pour « viol à l’encontre d'un mineur sexuel » à l'encontre du chanteur principal du groupe Big Ass pour avoir prétendument eu des rapports sexuels avec une fille qui était âgée de 16 ans à l'époque des faits. La plainte a été déposée par la fille après que le chanteur eut refusé d'endosser la paternité de l'enfant qu'elle portait. Le chanteur a été blanchi après que des recherches de paternité furent effectués. Il lui a été infligé deux ans de prison avec mise à l'épreuve, .

### Turquie
Le Code pénal turc de 2004 fixe l'âge de la majorité sexuelle à la majorité civile soit 18 ans. La législation s'applique indépendamment du sexe et/ou des orientations sexuelle de la personne.

### Viêt Nam
La majorité sexuelle est fixée à 16 ans au Viêt Nam .

### Yémen
Toute forme de pratique sexuelle est illégale hors mariage au Yémen. L'article 15 de la loi édicte : « aucun homme et aucune femme ne peut se marier avant l'âge de 15 ans ». Ce texte a été amendé en 1998 afin que les parents puissent conclure un mariage « arrangé » entre leurs enfants avant l'âge de 15 ans, .